# 启母阙
启母阙，位于河南省登封市嵩山南麓的万岁峰下，为汉代“启母庙”前的神道阙。

## 历史

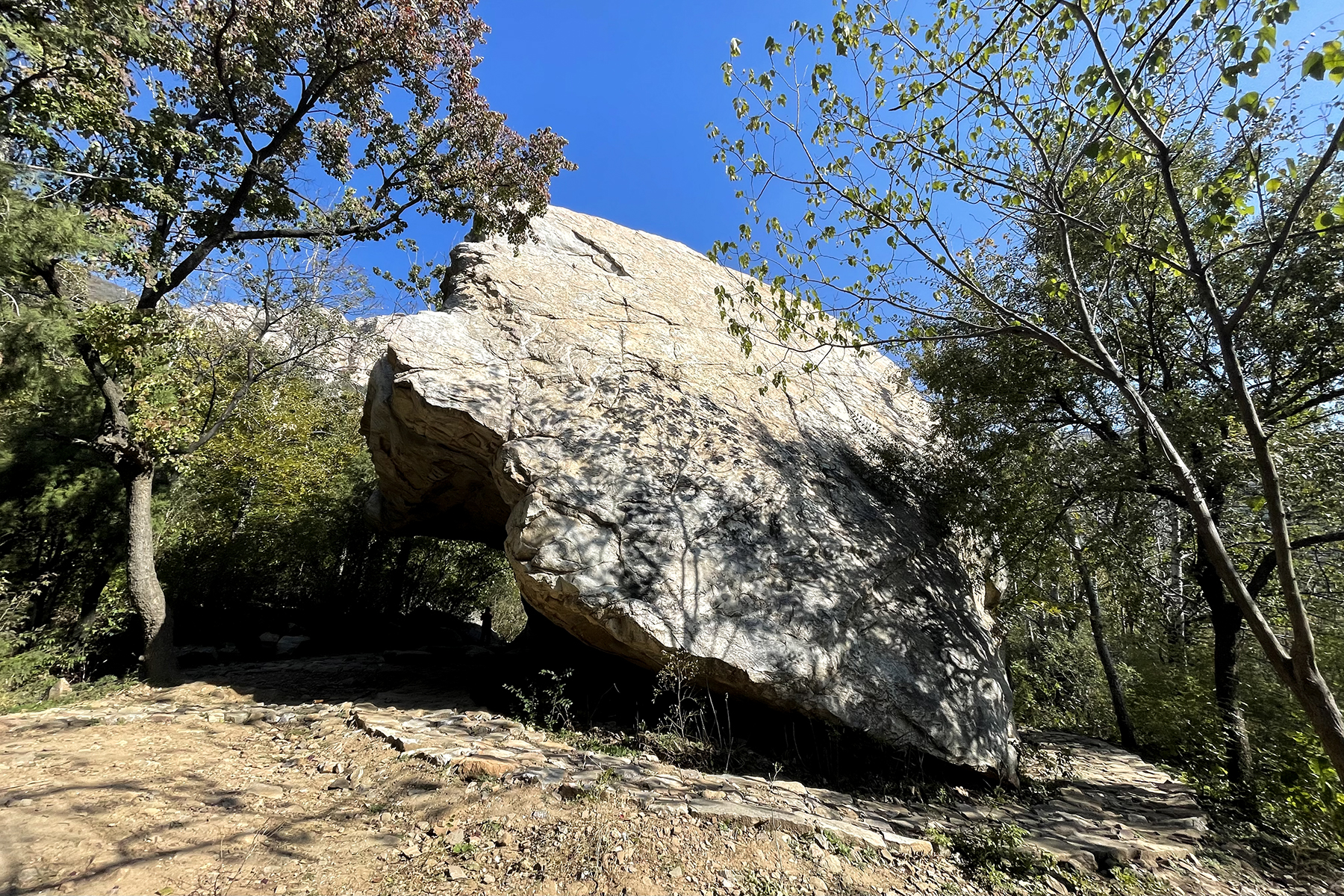
启母石

启母阙以北190米处有一开裂的巨石即“启母石”。据《淮南子》记载：大禹治水三过家门而不入，其妻涂山氏化为巨石，石破北方而生启，后世流传有“闻鼓饷夫”的故事。汉武帝在游嵩山时，为此石建了一座庙，今庙已不复存在。东汉延光二年（123年）颍川太守朱宠在“启母庙”前建了一座神道阙，汉代因避景帝刘启之讳而改名为开母庙、开母阙。

## 建造
启母阙的西阙高3.17米，东阙高3.18米，阙门间距为6.8米。西阙阙基是两层长方形的石板，下层石板大而薄。阙身由长方石块垂直垒砌在阙基上，共7层，总高2.75米，每层用石2到3块。最上层的石块雕呈斗形，上承托阙顶，下层呈斜角与阙身垄相连。阙顶残毁较为严重，残存部分在阙身上部东侧雕为四阿顶。顶的上部雕瓦垄、垂脊，四周雕柿蒂纹瓦当和板瓦，下部刻仿木椽子。阙顶正脊已毁。

## 参看
- 少林寺